# Pipira-vermelha
A pipira-vermelha (Ramphocelus carbo) é uma espécie de ave da família Thraupidae.
Ocorre no Brasil, em todas as regiões, sendo mais comum na Amazônia, Cerrado e Mata Atlântica.